# Slawenkirche
Als Slawenkirche werden in Oberfranken 14 Kirchen überwiegend im heutigen Landkreis Bamberg sowie im Landkreis Erlangen-Höchstadt bezeichnet, die früher bestanden haben oder noch als Reste bestehen.

## Geschichte
Mit Bavaria Slavica wird ein Gebiet im heutigen Nordostbayern bezeichnet, in dem im Frühmittelalter Slawen lebten. Im Gebiet zwischen Main und Regnitz, im terra sclavorum, siedelten die Main- und Regnitz-Wenden.
Karl der Große hatte im Fränkischen Reich nach den Sachsenkriegen (772–804) um 790 bis 810 zur Sicherung der Ostgrenze seines Reiches heidnische Slawenstämme missionieren lassen. Er beauftragte den Bischof von Würzburg Berowelf (auch Berowolf; vor 769 bis 794) in dem Gebiet zwischen Main und Regnitz mit der Slawenmission.
Während einer Flussfahrt von Forchheim nach Würzburg ordnete Karl der Große 793 an, dass im Regnitzgebiet Kirchen zur Bekehrung der Slawen errichtet werden sollten, die bis etwa 810 gebaut wurden. Es waren zumeist Taufkirchen mit dem Johannespatrozinium u. a. im damaligen Radenzgau. Später  wechselte das Patrozinium oftmals.

## Standorte und Standortannahmen

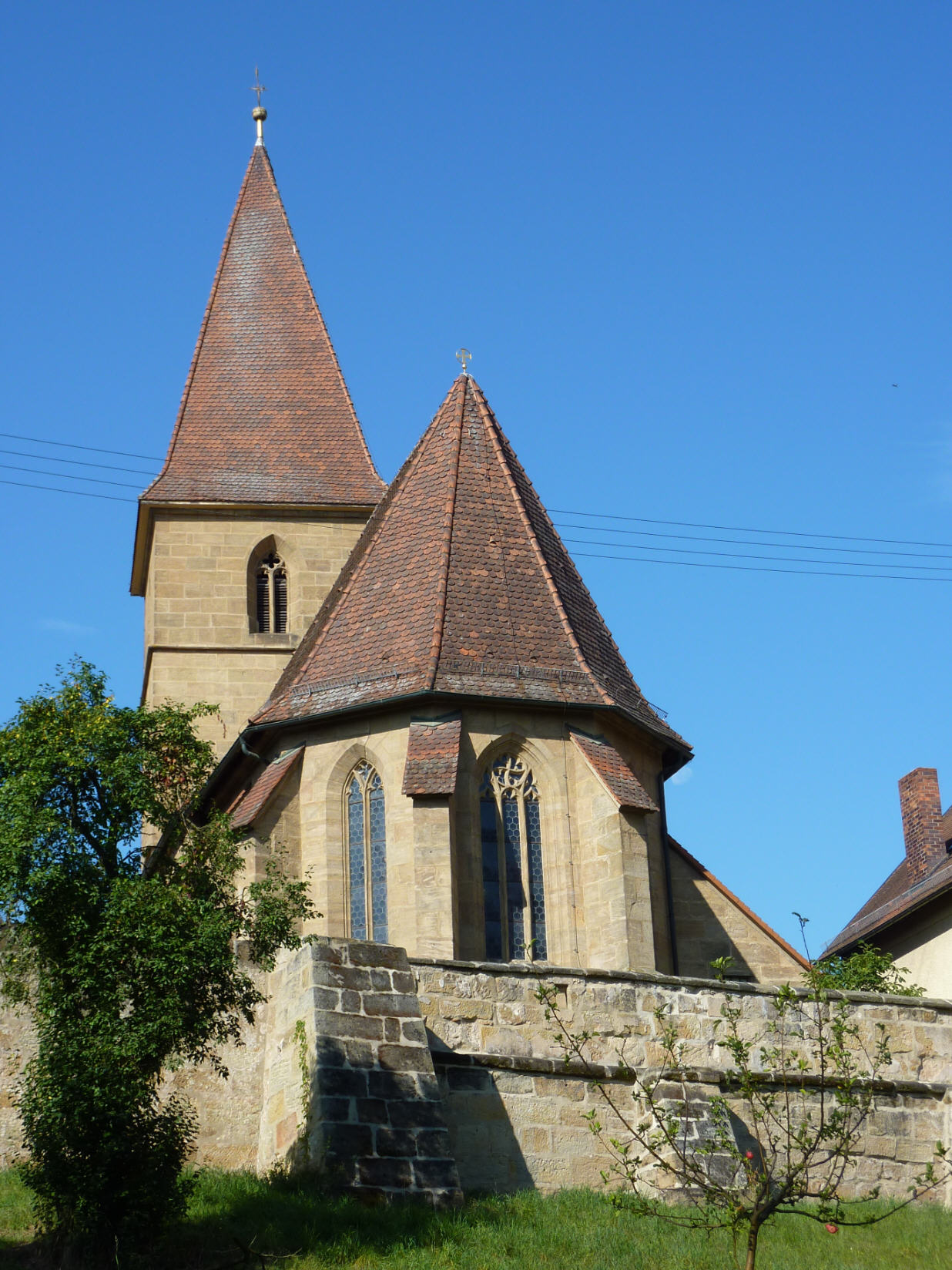
St. Sigismund in Seußling

- Wahrscheinlich in Altenkunstadt: Kirche Mariä Geburt
- Gesichert in Amlingstadt: Fundamente einer kleinen einschiffigen Steinkirche rechts der Regnitz sind erhalten. 1970 erfolgten umfangreiche Ausgrabungen.
- Wahrscheinlich in Altendorf
- Sehr wahrscheinlich in Bischberg: Kapelle zur Königskirche Hallstadt
- Wahrscheinlich in Buttenheim: Die heutige Pfarrkirche wurde später gebaut.
- Sehr wahrscheinlich in Kirchschletten: Gründung des Ortes durch die Slawen und Johannespatrozinium. Der romanische Kirchturm stammt aus dem 12. Jahrhundert.
- Wahrscheinlich in Lonnerstadt: Die alte Slawenkirche ist nicht erhalten.
- Wahrscheinlich in Ludwag mit Johannespatrozinium
- Möglicherweise bei Mühlhausen im Tal der Reichen Ebrach
- Möglicherweise in Reuth (slawisch Zuegastesruith): Slawenkirche für das Gebiet östlich des Königshofes Forchheim
- Gesichert in Seußling: Reste der Vorgängerbauten unter der Krypta der Kirche St. Sigismund könnten von der Slawenkirche stammen, seit 1999 Forschungsobjekt der Universität Bamberg
- Wahrscheinlich bei Uehlfeld im Aischgrund
- Sehr wahrscheinlich bei Trunstadt: Kapelle zur Königskirche Hallstadt
- Möglicherweise bei Wachenroth im Tal der Reichen Ebrach